# University Canada West
Die University Canada West (Abkürzung UCW) ist eine Privatuniversität in Vancouver, British Columbia, Kanada.
Die Hochschule wurde 2005 durch David F. Strong, ehemaliger Präsident der University of Victoria, gegründet. 2008 erfolgte die Eingliederung in die Eminata Group und 2015 in die niederländische Global University Systems. Die Hochschule bietet Studienprogramme in Wirtschaft und Management.